# Knut Nordahl
Knut Erik Alexander Nordahl (né le 13 janvier 1920 à Hörnefors en Suède et décédé le 28 octobre 1984 à Föllinge) était un joueur de football suédois.

## Biographie
Il a principalement joué durant sa carrière dans le club suédois de l'IFK Norrköping puis en Italie à l'AS Rome.
En international, il remporte la médaille d'or aux Jeux olympiques 1948 avec ses frères Bertil et Gunnar Nordahl. Les deux étaient déjà partis jouer dans le péninsule italienne avec les jeux (Bertil à l'Atalanta BC et Gunnar à l'AC Milan), mais à cause de leur professionnalisme alors que le football suédois était encore amateur, ils ne seront pas sélectionnés pour la coupe du monde 1950. Knut est quant à lui resté en Suède et est donc appelé en sélection pour disputer le tournoi.
Après la coupe du monde, il part finalement en Italie, où il joue à l'AS Rome.
Il joue 26 fois avec l'équipe de Suède de football.
Il remporte le trophée du Guldbollen (meilleur joueur suédois) en 1949, un an après son frère Bertil et deux ans après son frère Gunnar.